# Казунь-Новий
Казунь-Новий (пол. Kazuń Nowy) — село в Польщі, у гміні Чоснув Новодворського повіту Мазовецького воєводства.
Населення — 803 особи (2011).
У 1975-1998 роках село належало до Варшавського воєводства.

## Демографія
Демографічна структура станом на 31 березня 2011 року:
|          | Загалом | Допрацездатний вік | Працездатний вік | Постпрацездатний вік |
| -------- | ------- | ------------------ | ---------------- | -------------------- |
| Чоловіки | 416     | 70                 | 307              | 39                   |
| Жінки    | 387     | 65                 | 235              | 87                   |
| Разом    | 803     | 135                | 542              | 126                  |